# Чужая родня
«Чужа́я родня́» — советский полнометражный чёрно-белый художественный фильм, поставленный на киностудии «Ленфильм» в 1955 году режиссёром Михаилом Швейцером по мотивам повести В. Ф. Тендрякова «Не ко двору».

## Сюжет
В основе сюжета — конфликт между комсомольцем, передовым колхозником Фёдором и родителями его молодой жены, ярыми противниками колхозной жизни. Молодая женщина оказывается между двух огней: страстно любимым человеком и семьёй. Не смея перечить родительской воле, она поначалу не находит в себе сил, чтобы уйти вслед за мужем из родного дома.

## В ролях
- Николай Рыбников — Фёдор Гаврилович Соловейков
- Нонна Мордюкова — Стеша Ряшкина
- Николай Сергеев — Силантий Петрович Ряшкин
- Александра Денисова — Алевтина Ряшкина
- Елена Максимова — Варвара Степановна
- Степан Крылов — Мирон
- Любовь Малиновская — Пелагея, жена Мирона
- Майя Забулис — Тося
- Леонид Кмит — Федот
- Владимир Гуляев — Субботин
- Юрий Соловьёв — Пётр Чижов
- Геннадий Юхтин — Вася, гармонист
- Елена Вольская — Глазычева
- Леонид Быков — Лев Захарович, учитель
- Алевтина Румянцева — Катя, подруга Тоси
- Георгий Жжёнов — гость на свадьбе (нет в титрах)

## Съёмочная группа
- Автор сценария — Владимир Тендряков
- Режиссёр-постановщик — Михаил Швейцер
- Режиссёр — Лев Махтин
- Композитор — Андрей Пащенко